# Medaile Zdeňka Václava Tobolky
Medaile Zdeňka Václava Tobolky je vyznamenání předávané Sdružením knihoven České republiky a Nadací knihoven. Ocenění je pojmenováno po Zdeňku Václavu Tobolkovi, prvním řediteli knihovny Národního shromáždění, zakladateli Státní knihovnické školy a studijního oboru knihovnictví na Univerzitě Karlově a autorovi Knihopisu, tj. popisu jazykově českých rukopisů a starých tisků. Zdeněk V. Tobolka je považován za zakladatele moderního českého knihovnictví.

## Vznik medaile
Udělování medailí inicioval v roce 1999 tehdejší ředitel Moravské zemské knihovny v Brně Jaromír Kubíček. Nápad přišel na cestě bibliografů Jiřiny Kádnerové, Jaromíra Kubíčka a Marie Nádvorníkové z Košic, kde na bibliografickém kolokviu byli oceněni medailí Ľudovíta Vladimíra Riznera za vklad do česko-slovenské bibliografické spolupráce. Genezi vzniku medaile popsala Jiřina Kádnerová ve svém článku Moje bibliografická cesta s Jaromírem Kubíčkem.

## Popis medaile
Autorem medaile je medailér a sochař Michal Vitanovský. Medaile je ze stříbrného kovu. Na lícové straně medaile je otevřená kniha s nápisem Sdružení knihoven České republiky, Nadace knihoven a nad ní malá mapa České republiky s nápisem SDRUK. Po straně u otevřené knihy podpis Vitanovsky©. Na rubové straně mince je portrét muže s nápisem Zdeněk Václav Tobolka 1874–1951.

## Udělování vyznamenání
Návrhy na ocenění podávají jednou ročně členové Sdružení knihoven České republiky. Konečné rozhodnutí má Rada Sdružení knihoven České republiky. Navrhují se osobnosti z knihoven a institucí. Návrhy obsahují i souhlas navrženého s udělením ocenění. Prvních deset nositelů medaile bylo vyhlášeno v roce 2000.
Vyznamenání medailí Zdeňka Václava Tobolky je udělováno ve dvou kategoriích:
- za významný přínos k rozvoji českého knihovnictví
- za celoživotní práci v českém knihovnictví

Vyznamenání je předáváno na každoročním jednání celostátní konference Knihovny současnosti a seznam oceněných je k dispozici na stránkách Sdružení knihoven České republiky.